# Luiz Martins de Souza Dantas
Pour les articles homonymes, voir Martins, Luís Martins et Dantas.
Luiz Martins de Souza Dantas, né à Rio de Janeiro le 16 février 1876 et mort à Paris 9e le 16 avril 1954,,, petit-fils du sénateur Manuel Pinto de Souza Dantas (1831 - 1894), fut un diplomate brésilien.
Il fut ambassadeur du Brésil en France durant le régime de Vichy et le régime de l'Estado Novo.
Son action en faveur de centaines de réfugiés Juifs fuyant les persécutions nazies lui a valu le titre de Juste parmi les nations qui lui fut décerné le 10 décembre 2003.

## Biographie
Il est nommé ambassadeur du Brésil en Italie en 1919, puis en France en 1922.
En 1933, il épouse Elise Meyer Stern, d'origine juive et de religion catholique, qui est la sœur d'Eugene Isaac Meyer, acquéreur en cette même année du Washington Post ; elle quitte Paris pour les États-Unis avant l'invasion allemande.
L'historien Fábio Koifman a pu dénombrer environ 500 visas diplomatiques que Souza Dantas a accordés entre juin et décembre 1940 à des voyageurs sans passeport diplomatique, leur permettant d'émigrer au Brésil, contournant ainsi l'administration consulaire et la réglementation brésilienne qui s'opposait à l'accueil de réfugiés.
Parmi les réfugiés ayant bénéficié de son action on peut nommer le jeune Felix Rohatyn, futur financier et diplomate alors âgé de 12 ans, ou le couple Feigl (Fritz (en) et Regine (pt), tous deux chimistes) . Souza Dantas a non seulement aidé des Juifs mais aussi d'autres personnes persécutées par les nazis.
Une enquête administrative sur les irrégularités commises dans l'attribution de visas est déclenchée par Getúlio Vargas en octobre 1941 ; il se défend en invoquant « la noblesse d'âme brésilienne » et « les sentiments chrétiens les plus élémentaires ».
Une action similaire fut menée par son collègue le consul du Portugal à Bordeaux qui fut sévèrement sanctionné par le régime du dictateur Salazar.
Le Brésil entre en guerre contre l'Allemagne le 22 août 1942.
En janvier 1943, Souza Dantas est arrêté par les Allemands, puis emprisonné dans un hôtel à Bad Godesberg jusqu'à la fin du mois de mars 1944, après quoi il bénéficie d'un échange de prisonniers et rentre au Brésil.
De retour à Paris en 1945, il s'implique dans la création de la Maison de l'Amérique latine, et préside l'Institut français des hautes études brésiliennes.
Gaspar Dutra le nomme chef de la délégation brésilienne à l'Organisation des Nations unies ; il représente le Brésil à la conférence de paix de Paris de 1946.
Une plaque commémorative apposée sur la façade de l'immeuble où il vécut avenue Montaigne à Paris évoque ses liens avec la France et son action humanitaire.
En 2018 sort un film qui lui rend hommage, Querido Embaixador, de Luiz Fernando Goulart, avec Norival Rizzo et Alice Assef.